# Wundschuh
Wundschuh osztrák község Stájerország Graz-környéki járásában. 2017 januárjában 1598 lakosa volt.

## Fekvése

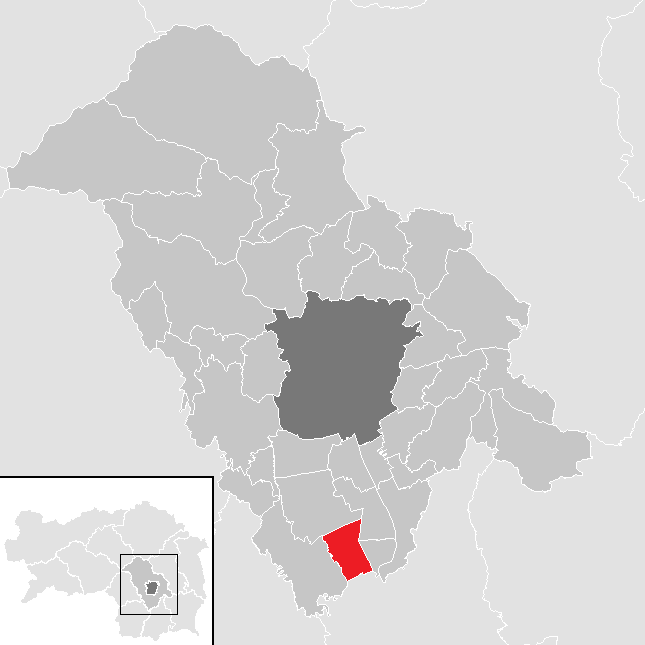
Wundschuh a Graz-környéki járásban

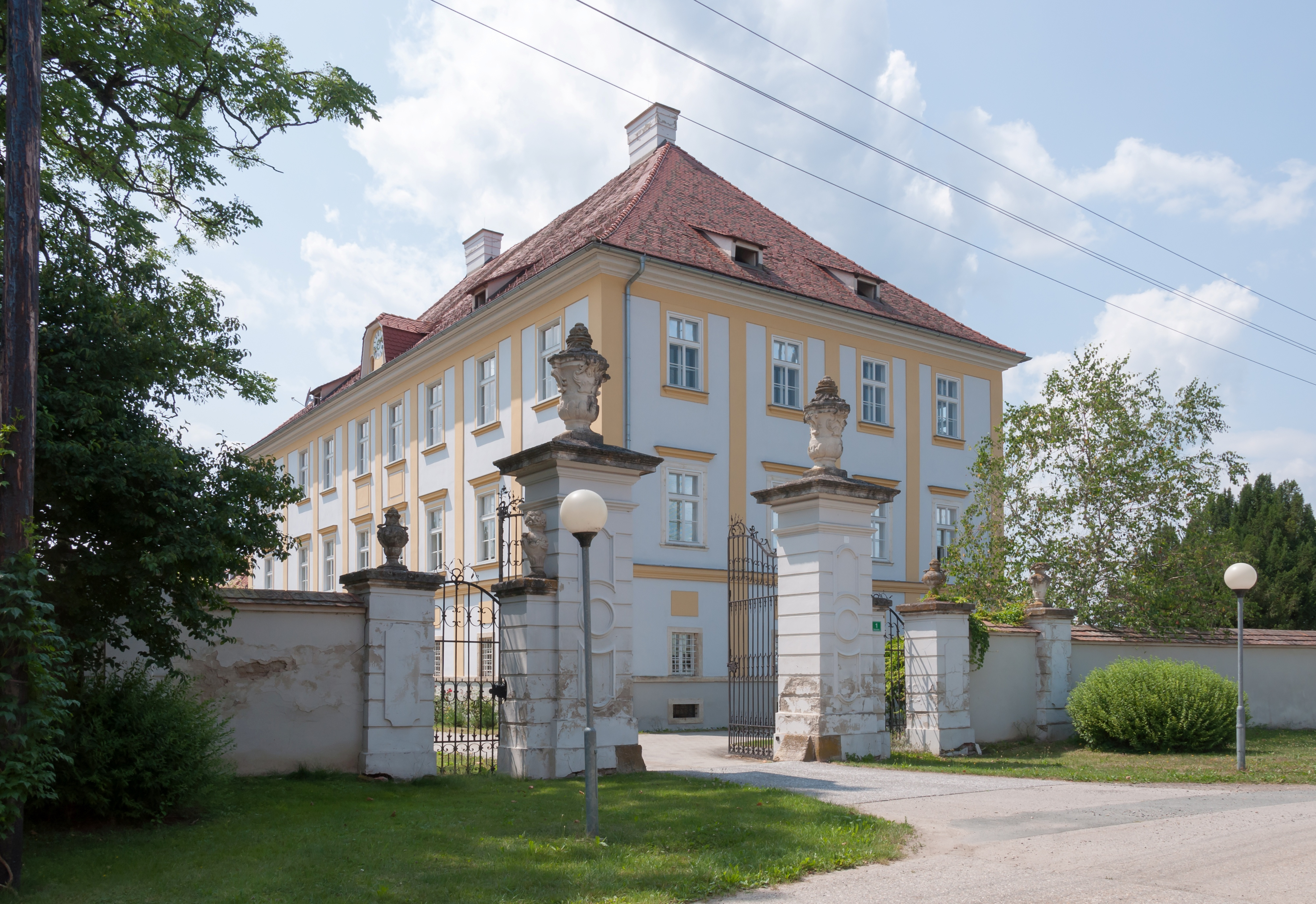
Neuschloss kastélya

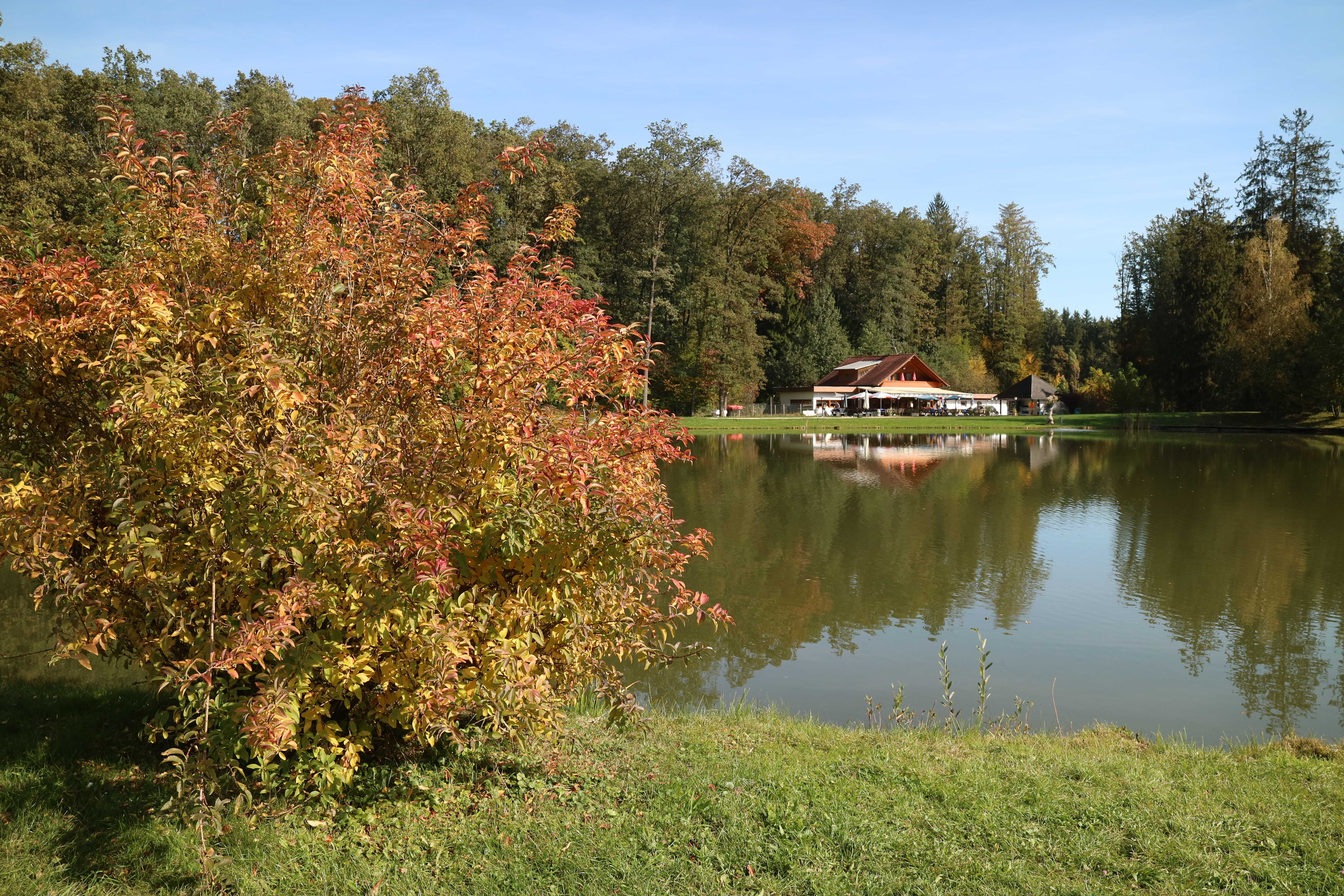
A Wundschuhi-tavak

Wundschuh a Grazi-medencében fekszik, a Kaiserwald erdejénél, kb. 12 km-re délre Graztól. Nyugati részén található a Poniglbach folyó mentén mesterségesen létrehozott, négy nagyobb és több kisebb tóból álló Wundschuher Teiche tórendszer. Az önkormányzat 5 települést egyesít: Forst (125 lakos 2015-ben), Gradenfeld (175), Kasten (385), Ponigl (111) és Wundschuh (749).
A környező önkormányzatok: nyugatra Dobl-Zwaring, északnyugatra Premstätten, északkeletre Kalsdorf bei Graz, keletre Werndorf, délre Wildon.

## Története
Wundschuh templomát 1100 körül alapították, akkor még kápolnaként, ma a plébániatemplom áll a helyén. Sokáig a hengsbergi pap látta el a hívek lelki gondozását, csak a 17. század közepén kapott a falu külön káplánt és 1785-ben vált önálló egyházközséggé. Wundschuh a középkorban és a kora újkorban a neuschlossi uradalomhoz tartozott, míg 1848-ban a feudális birtokrendszer megszűntével 1850-ben megalakulhatott a községi tanácsa.  
1938-tól, miután a Német Birodalom annektálta Ausztriát, a Stájerországi reichsgauhoz tartozott, a második világháború után pedig a brit megszállási zónához került. 

## Lakosság
A wundschuhi önkormányzat területén 2017 januárjában 5934 fő élt. A lakosságszám 1939 óta gyarapodó tendenciát mutat, az utóbbi évtizedekben elsősorban a Grazból a környező településekre kiköltözők miatt. 2015-ben a helybeliek 93,2%-a volt osztrák állampolgár; a külföldiek közül 1,1% a régi (2004 előtti), 4,5% az új EU-tagállamokból érkezett. 1% a volt Jugoszlávia (Szlovénia és Horvátország nélkül) vagy Törökország, 0,2% egyéb országok polgára. 2001-ben a lakosok 90,8%-a római katolikusnak, 1,1% evangélikusnak, 5,7% pedig felekezet nélkülinek vallotta magát. Ugyanekkor 3 magyar élt a mezővárosban. 

## Látnivalók
- Neuschloss kastélya a középkorban hercegi birtok volt, helyén II. Frigyes 1232-ben épített majorságot, 1442-ben III. Frigyes király kibővítette. A 16. században nemesi családoknak adományozták . 1609-ben Sebastian Speidl építette ki kastéllyá. 1643-1780 között a Dietrichstein családé volt, ekkor nyerte el mai külsejét. 1804-ben Enffans d'Avernas gróf szerezte meg. A kastély ma is magántulajdonban van.
- a Szt. Miklós-plébániatemplom 1915-ben nyerte el mai külsejét
- a Reczek élménygazdaság mezőgazdasági múzeuma egész Ausztriában a legnagyobb a maga műfajában

## Fordítás
- Ez a szócikk részben vagy egészben  a   Wundschuh című német Wikipédia-szócikk ezen változatának fordításán alapul.  Az eredeti cikk szerkesztőit annak laptörténete sorolja fel. Ez a jelzés csupán a megfogalmazás eredetét és a szerzői jogokat jelzi, nem szolgál a cikkben szereplő információk forrásmegjelöléseként.